# Daniel Fontana
Daniel Monzoro Fontana (* 31. Dezember 1975 in General Roca, Argentinien) ist ein ehemaliger italienischer Triathlet. Er ist zweifacher Olympionike (2004, 2008), mehrfacher Ironman-Sieger. Er wird in der Bestenliste italienischer Triathleten auf der Ironman-Distanz geführt.

## Werdegang
Er wurde in der Region Patagonien in Argentinien geboren und startete 1994 bei seinem ersten Triathlon. 1997, 1999 und 2001 wurde er Argentinischer Meister. 2004 startete er für Argentinien bei den Olympischen Spielen und belegte den 28. Rang.
Daniel Fontana besitzt die argentinische sowie die italienische Staatsbürgerschaft. Er startete bis 2005 für Argentinien und übersiedelte 2006 nach Italien. Seitdem startet er für Italien. 2008 startete er in Peking zum zweiten Mal bei den Olympischen Spielen und belegte dort den 33. Rang.
Fontana wechselte in der Folge dann von der Triathlon-Kurzdistanz auf die längeren Distanzen und wurde 2009 Ironman 70.3-Vizeweltmeister (1,9 km Schwimmen, 90 km Radfahren und 21 km Laufen). Im April 2010 wurde er in Südafrika Dritter bei seinem ersten Start auf der Ironman-Distanz (3,86 km Schwimmen, 180,2 km Radfahren und 42,195 km Laufen).
Im Oktober 2016 gewann Fontana den Ironman Taiwan und damit nach 2014 sein zweites Ironman-Rennen. Seit 2019 tritt Daniel Fontana nicht mehr international in Erscheinung.
Daniel Fontana wird trainiert von Simon Diamanten und startet für das Team Dimensione Dello Sport (DDS). Er lebt in Settimo Milanese.

## Sportliche Erfolge
| Datum/Jahr    | Rang | Wettbewerb                                          | Austragungsort | Zeit        | Bemerkung                                                                           |
| ------------- | ---- | --------------------------------------------------- | -------------- | ----------- | ----------------------------------------------------------------------------------- |
| 30. Juli 2016 | 9    | Ironman 70.3 Budapest                               | Budapest       | 03:54:59    |                                                                                     |
| 20. Juli 2014 | 5    | Ironman 70.3 Racine                                 | Racine         | 03:53:16    |                                                                                     |
| 23. Sep. 2012 | 2    | Ironman 70.3 Cozumel                                | Cozumel        | 03:56:20    | Zweiter bei der Erstaustragung                                                      |
| 26. Aug. 2012 | 2    | Ironman 70.3 Zell am See-Kaprun                     | Zell am See    | 03:48:01    |                                                                                     |
| 10. Juni 2012 | 1    | Ironman 70.3 Italy                                  | Pescara        | 04:13:25    |                                                                                     |
| 29. Apr. 2012 | 2    | TriStar 111 Cannes                                  | Cannes         | 03:31:35    | Zweiter bei der Erstaustragung (1 km Schwimmen, 100 km Radfahren und 10 km Laufen)  |
| 18. Sep. 2011 | 2    | Ironman 70.3 Cancún                                 | Cancún         | 04:02:05    | auf der halben Ironman-Distanz (1,9 km Schwimmen, 90 km Radfahren und 21 km Laufen) |
| 12. Juni 2011 | 1    | Ironman 70.3 Italy                                  | Pescara        | 04:01:26    | Sieger bei der Erstaustragung                                                       |
| 16. Jan. 2011 | 1    | Ironman 70.3 Pucón                                  | Pucón          | 03:52:59    | [ 1 ]                                                                               |
| 2010          | 2    | Ironman 70.3 Pucón                                  | Pucón          |             |                                                                                     |
| 14. Nov. 2009 | 2    | Ironman 70.3 World Championships                    | Clearwater     | 03:36:44    | Zweiter Rang bei der Weltmeisterschaft hinter dem Deutschen Michael Raelert.        |
| 2009          | 3    | Ironman 70.3 Pucón                                  | Pucón          |             |                                                                                     |
| 16. Mai 2009  | 2    | Kalterer See Triathlon                              | Kalterer See   | 01:55:28,40 | zweiter Rang hinter dem Ukrainer Wolodymyr Polikarpenko                             |
| 2008          | 14   | ITU Short Distance Triathlon World Championships    | Vancouver      |             |                                                                                     |
| 19. Aug. 2008 | 33   | Olympische Sommerspiele 2008                        | Peking         | 01:52:39,21 |                                                                                     |
| 2007          | 21   | ETU Short Distance Triathlon European Championships | Kopenhagen     |             | auf der olympischen Distanz (1,5 km Schwimmen, 40 km Radfahren und 10 km Laufen)    |
| 2006          | 15   | ITU Triathlon Short Distance World Championships    | Lausanne       |             |                                                                                     |
| 24. Sep. 2005 | 1    | ITA National Championship Sprint Distance Triathlon | Rimini         | 00:55:55    | Staatsmeister auf der Sprintdistanz                                                 |
| 2005          | 8    | ITU Triathlon Short Distance World Championships    | Gamagōri       |             |                                                                                     |
| 26. Aug. 2004 | 28   | Olympische Sommerspiele 2004                        | Athen          | 01:57:14,20 |                                                                                     |
| 18. Jan. 2004 | 1    | ITU Triathlon Pan American Cup                      | La Paz         | 01:50:45    |                                                                                     |
| 2002          | 1    | Kalterer See Triathlon                              | Kalterer See   |             | Sieger auf der olympischen Distanz                                                  |

| Datum/Jahr    | Rang | Wettbewerb           | Austragungsort | Zeit     | Bemerkung                                                                                         |
| ------------- | ---- | -------------------- | -------------- | -------- | ------------------------------------------------------------------------------------------------- |
| 12. Okt. 2019 | 35   | Ironman Hawaii       | Hawaii         | 08:51:17 |                                                                                                   |
| 7. Okt. 2018  | 1    | Ironman Taiwan       | Kenting        | 07:47:36 | wegen starken Windes musste die Schwimmstrecke auf 400 m verkürzt werden                          |
| 2. Okt. 2016  | 1    | Ironman Taiwan       | Kenting        | 08:40:45 |                                                                                                   |
| 11. Okt. 2014 | 181  | Ironman Hawaii       | Hawaii         | 09:37:44 | Ironman World Championship                                                                        |
| 30. März 2014 | 1    | Ironman Los Cabos    | Los Cabos      | 08:26:15 | erster Ironman-Sieg – mit neuem Streckenrekord                                                    |
| 2. Nov. 2013  | 4    | Ironman Florida      | Panama City    | 08:05:48 | mit persönlicher Bestzeit auf der Ironman-Distanz neuer italienischer Rekord                      |
| 28. Juli 2013 | 2    | Ironman USA          | Lake Placid    | 08:48:29 |                                                                                                   |
| 17. März 2013 | 6    | Ironman Los Cabos    | Los Cabos      | 08:39:24 | bei der Erstaustragung                                                                            |
| 1. Juli 2012  | 2    | Ironman Austria      | Klagenfurt     | 08:20:37 |                                                                                                   |
| 8. Okt. 2011  | 12   | Ironman Hawaii       | Hawaii         | 08:31:20 |                                                                                                   |
| 10. Apr. 2011 | 4    | Ironman South Africa | Port Elizabeth | 08:18:51 |                                                                                                   |
| 25. Apr. 2010 | 3    | Ironman South Africa | Port Elizabeth | 08:33:48 | erster Start auf der Ironman-Distanz (3,86 km Schwimmen, 180,2 km Radfahren und 42,195 km Laufen) |

(DNF – Did Not Finish)